# Козак-Кочердик
Коза́к-Кочерди́к (рос. Казак-Кочердык) — село у складі Цілинного округу Курганської області, Росія.
Населення — 646 осіб (2010, 757 у 2002).
Національний склад станом на 2002 рік:
- росіяни — 89 %